# Dicksonia
A Dicksonia a valódi páfrányok (Pteridopsida) osztályának a páfrányfák (Cyatheales) rendjébe, ezen belül a harasztfafélék (Dicksoniaceae) családjába tartozó nemzetség.
A Dicksonioideae alcsalád egyetlen nemzetsége.

## Előfordulásuk
A Dicksonia-fajok főleg a déli félgömb hegységeiben és mérsékelt éghajlatú területein terjedtek el, de északon Mexikót és a Fülöp-szigeteket is elérik.

## Rendszerezés
A nemzetségbe az alábbi fajok tartoznak (a lista hiányos vagy hibás; többet a vitalapon):
- óriás páfrányfa (Dicksonia antarctica)
- Dicksonia arborescens
- Dicksonia archboldii
- Dicksonia baudouini
- Dicksonia berteriana
- Dicksonia blumei
- Dicksonia brackenridgei
- Dicksonia domingensis
- Dicksonia externa
- Dicksonia fibrosa
- Dicksonia grandis
- Dicksonia herbertii
- Dicksonia hieronymi
- Dicksonia lanata
- Dicksonia lanigera
- Dicksonia mollis
- Dicksonia sciurus
- Dicksonia sellowiana
- Dicksonia squarrosa
- Dicksonia stuebelli
- Dicksonia thyrsopteroides
- Dicksonia youngiae